# Selma Bouvier
Selma Bouvier er en person i The Simpsons-universet. Hun er tvillingesøster til Patty Bouvier og Marge Simpson (hun ændrede efternavn fra Bouvier til Simpson, efter hun blev gift med Homer Simpson, for at få sygeforsikring, de blev skilt efter sygdommen var væk). Selma er storryger og skildres som en ganske ubehagelig personlighed. Sammen med Patty er hun fanatisk fan af tv-serien MacGyver og skuespilleren Richard Dean Anderson, som spiller hovedrollen i serien. Hun har en kæleleguan, som hedder Jub-Jub, og hun har også adopteret Ling fra Kina. Selma har været gift et par gange. Grunden til det var at hendes Moster Glady´s levede alene og døde alene og Selma vil ikke ende som hende. Hun har været gift med Sideshow Bob, Lionel Hutz, Troy McClure, Disco Stu og Homer Simpson. Hendes efternavn var, engang Selma Bouvier Tewilliger Hutz McClure Stu.